# Пашкевич, Пётр Исидорович
Пётр Исидорович Пашке́вич (26 марта 1918—1996) — советский художник кино. Народный художник РСФСР (1974). Лауреат Сталинской премии второй степени (1952) и Государственной премии РСФСР имени братьев Васильевых (1971). Член КПСС с 1966 года.

## Биография
П. И. Пашкевич родился 26 марта 1918 года. С 1943 года по окончании ВГИКа (мастерская Б. В. Дубровского-Эшке) художник ЦКДЮФ имени М. Горького. Впоследствии занимал должность Главного художника киностудии. Искусство мастера отличает лаконизм изобразительных средств, чёткость и ясность композиционных построений. Лучшие работы создал в творческом содружестве с режиссёрами М. С. Донским и Л. Д. Луковым. Преподавал во ВГИКе (с 1982 года — профессор).
Умер в 1996 году.
Искусствовед и историк культуры Паола Дмитриевна Волкова так вспоминает П. И. Пашкевича:
«Петра Исидоровича все, меня включая, называли „Петя“. В этом не было панибратства, как его вообще не было в поведении в те годы, да и не могло быть, в частности, с П. Пашкевичем, человеком безупречного стиля и вкуса. В обращении по имени было общее очень хорошее отношение и ласковость. Ведь не подойдешь и не скажешь ему, какой он, как всегда приятно с ним встретиться. Все меньше и меньше остается людей, о которых можно безоговорочно сказать: интеллигентный человек. Даже если талантлив, образован, хорошей фамилии, с претензией на эту характеристику — все равно „интеллигентность“ — редчайшее свойство личности. Петр Исидорович — воплощение интеллигентности, которая всегда и прежде всего в поступках и поведении, согласных с системой человеческих ценностей.
Он никогда не повышал голоса и не хамил, он никогда не говорил о себе и детях, он никогда не говорил ходульных пафосных слов и не выступал на собраниях. Он никогда не злословил, хотя отлично и тонко шутил, и я не могу себе представить, чтобы П. Пашкевич мог кого-нибудь подвести или предать.
Он создавал плакаты, строил декорации, занимался живописью и был гармоничным человеком. Но забываются любые писатели, живописцы, музыканты. Чтобы они жили — их надо помнить. Дважды счастлив был Пётр Исидорович: у него есть дети, которые его любят и помнят. Они понимают значение творчества их отца Петра Пашкевича для всех нас и тех, кто за нами».

## Семья
1. Пашкевич, Пётр Исидорович и Пашкевич, Тамара Петровна:
  1. Пашкевич, Андрей Петрович (1945—2011) — художник, создатель «политэкологии» — живописной политической летописи новейшей истории России. Жена: Грет Ван Хальст, тоже художница
  2. Рюрикова, Наталия Петровна — основатель и директор московской художественной галереи «Дом Нащокина»[1]. Муж — Рюриков, Дмитрий Борисович', дипломат.
    1. Рюрикова-Саймс, Анастасия Дмитриевна (род. 1969) — с 1993 года живёт и работает театральным художником в США, где приняла участие более чем в двадцати театральных постановках (в том числе «Мастер и Маргарита», «Макбет» для театра «Синетик», «Отцы и дети» для Театра Станиславского в Вашингтоне).
    2. Рюриков-Радо, Кирилл Дмитриевич (род. 1977) — юрист, художник.

## Фильмография
- 1944 — Поединок (с С. Слетовым)
- 1946 — Синегория
- 1947 — Сельская учительница (с Д. Э. Винницким)
- 1949 — Алитет уходит в горы (с Д. Э. Винницким)
- 1950 — Донецкие шахтёры (с П. С. Галаджевым)
- 1953 — Огни на реке
- 1954 — Об этом забывать нельзя
- 1955 — К новому берегу
- 1956 — Разные судьбы
- 1956 — За власть Советов
- 1957 — Братья /
- 1958 — Добровольцы
- 1959 — Фома Гордеев
- 1961 — Две жизни
- 1961 — Леон Гаррос ищет друга (с Н. И. Сендеровым)
- 1962 — Здравствуйте, дети!
- 1964 — Верьте мне, люди (с М. Г. Фишгойтом)
- 1966 — Герой нашего времени
- 1966 — Маленький беглец
- 1967 — Весна на Одере
- 1969 — Преступление и наказание
- 1971 — Держись за облака
- 1972 — Печки-лавочки
- 1972 — Любить человека (с П. С. Галаджевым)
- 1973 — За облаками — небо
- 1973 — Анискин и Фантомас
- 1974 — Дочки-матери
- 1975 — Горожане
- 1975 — Рикки-Тикки-Тави
- 1976 — Красное и чёрное
- 1979 — Карл Маркс. Молодые годы (с Г. Хельвигом)
- 1984 — ТАСС уполномочен заявить
- 1985 — Координаты смерти
- 1987 — Как я был самостоятельным
- 1987 — Лиловый шар
- 1990 — Гол в Спасские ворота
- 1992 — Разыскивается опасный преступник
- 1998 — На ножах

## Награды и премии
- Орден Дружбы (28 декабря 1995 года) — за заслуги перед государством, многолетнюю плодотворную деятельность в области культуры и искусства[2].
- Народный художник РСФСР (4 июля 1974 года) — за заслуги в области советского киноискусства[3].
- Заслуженный художник РСФСР (26 ноября 1965 года) — за заслуги в области советского киноискусства[4].
- Сталинская премия второй степени (1952) — за фильм «Донецкие шахтёры» (1950).
- Государственная премия РСФСР имени братьев Васильевых (28 декабря 1971 года) —  за создание художественного фильма «Преступление и наказание»[5].